# Joseph Van den Put
Joseph Van den Put, né le 29 juin 1950 à Anvers (Belgique), est un général belge connu pour son service à la Maison militaire du roi.

## Carriere
Il est formé à l'École royale militaire de Bruxelles de 1968 à 1973. En 2005 il est choisi par le roi des Belges en succession du général G. Mertens, comme chef de sa maison militaire. Il quitte sa fonction de chef Commandant de l'Institut royal supérieur de défense, son successeur y sera le général-major G. Clement.

## Grades
- Général-major (2001)[1]
- Lieutenant général (2004)[1],[3]
- Général (2006)[3]

## Fonctions
- Officier d'ordonnance du roi (1985-1995)[3]
- Conseiller du prince Philippe (1996-1999)[3]
- Chef du bureau presse et relations publiques de l'Eurocorps à Strasbourg (1999-2001)[1]
- Commandant de l'Institut Royal Supérieur de Défense (2001-2005)[3]
- Aide de camp du roi Albert II (2002-2005)[3]
- Chef de la Maison militaire du roi Albert II (2005-2013)[1],[3]
- Chef de la Maison militaire du roi Philippe (2013-2016)[3],[4]

## Honneurs

### Honneurs nationaux
- 2007 : Grand-Croix de l'Ordre de la Couronne[5].
- 2016 : Grand Cordon de l'Ordre de Léopold[6].

### Honneurs étrangers
- 2013  : Officier dans l'ordre de la Légion d'honneur[3]